# Laquea
Laquea là một chi bướm đêm thuộc họ Noctuidae.